# Pieve di Sant'Ippolito a Elsa
La pieve di Sant'Ippolito a Elsa è stata una chiesa situata nel comune di Castelfiorentino.
Alla fine del XII secolo il titolo fu trasferito alla vicina pieve dei Santi Ippolito e Biagio. Nel XVII secolo venne abbattuta e a suo posto venne costruita una cappella. Oggi è conosciuta come la Pieve Vecchia.

## Storia
La primitiva pieve sorgeva a circa un miglio di distanza dal castello di Timignano (l'antica Castelfiorentino).
La prima testimonianza documentaria risale al novembre 1036 quando venne concessa da papa Benedetto IX ai canonici della cattedrale di Firenze, e tale donazione venne confermata da un atto del 1037, da una bolla di papa Leone IX nel 1050 e da un egual documento di papa Gregorio VII nel 1076. Nel corso dell'XI secolo la pieve ricopri un ruolo di grande importanza nella zona, ruolo che venne riconosciuto anche da una bolla di papa Niccolò II che la inviò personalmente ai canonici della pieve per concedergli numerosi privilegi.
La chiesa venne nuovamente consacrata il 3 aprile 1136 alla presenza del papa Innocenzo III ma già verso la fine del XII secolo l'edificio plebano era stato abbandonato dai canonici che si erano trasferiti nella cappella di San Biagio, posta all'interno della rocca di Castelfiorentino in un luogo più sicuro e popolato.
Da quel momento il titolo plebano fu trasferito alla chiesa di san Biagio e la chiesa di Sant'Ippolito divenne una semplice suffraganea con un popolo a sé stante come risulta da documenti del 1211 e del 1223. Il popolo di Sant'Ippolito non era molto ricco tanto che nel 1260 il rettore Giunta di Melliorato poté promettere solo 6 staia di grano per il mantenimento dell'esercito fiorentino. Dalla metà circa del XIII secolo la chiesa prese la denominazione di Pieve Vecchia e come tale è ricordata nel 1240, 1268, 1269, 1289, 1300, 1304 e 1315.
Il 28 dicembre 1672 la Pieve Vecchia venne ispezionata dal visitatore apostolico che la trovò in pessimo stato, tanto che il cardinale Nerli fece togliere la pietra sacra dalla mensa dell'altare e poco dopo il pievano Pesci fece demolire l'intero edificio.
Nel 1706 sul luogo della vecchia pieve venne messo in funzione un oratorio usando parte dell'abside e della facciata del vecchio edificio ma nel 1725 fu demolita ogni cosa e sostituita da una cappellina.

## Descrizione

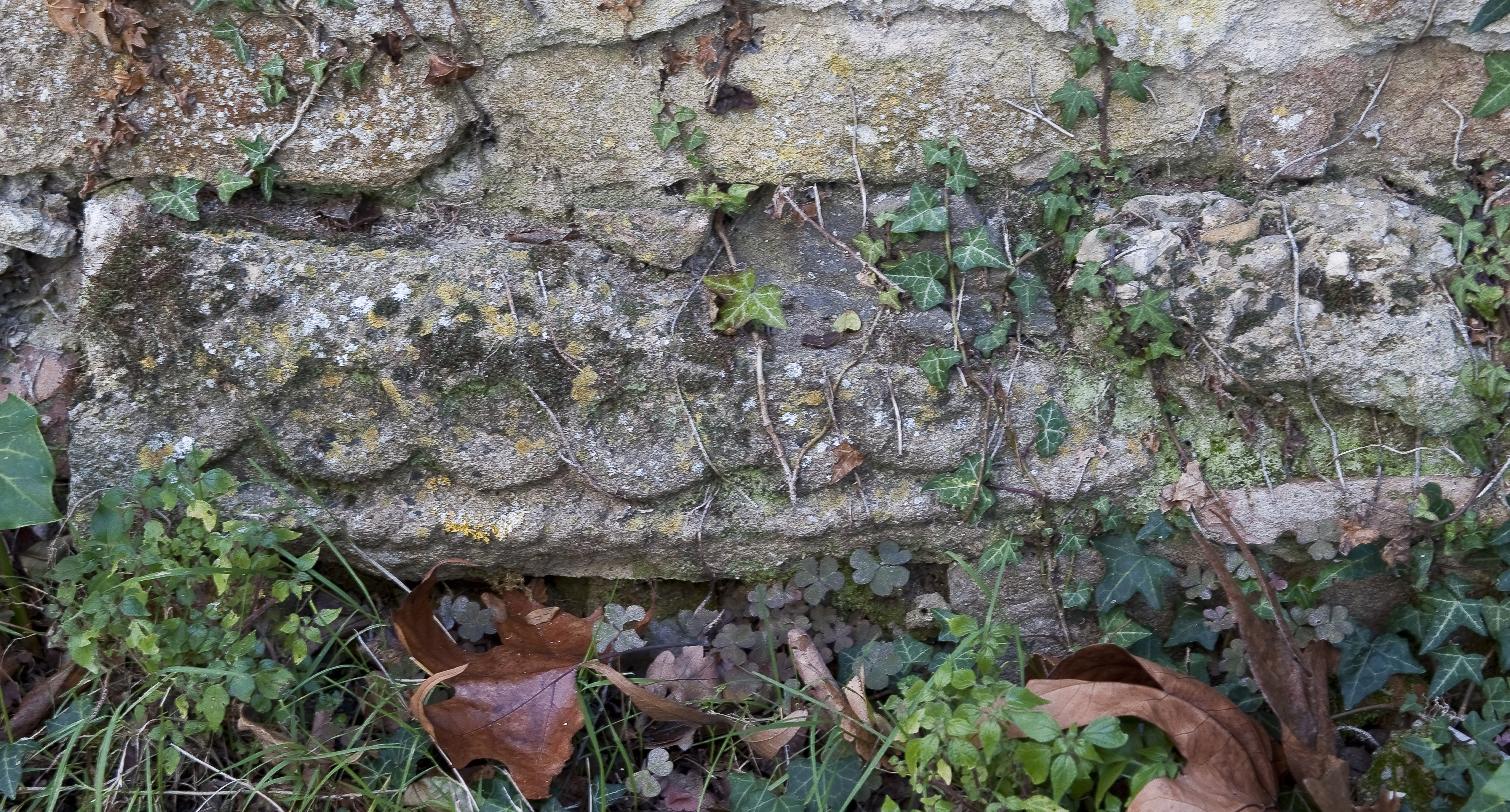
Pietra scolpita di epoca altomedievale

Attualmente dell'antico complesso plebano rimangono alcune tracce in una casa colonica situata in località Pieve Vecchia. Sulla fiancata nord di detta casa colonica si vede una semplice bifora in mattoni tamponata mentre ai piedi di una parete si trova murata una pietra scolpita con decorazione a intreccio di evidente stile altomedievale.
Una descrizione della vecchia pieve come appariva al tempo della distruzione si trova riportata nell'opera di O. Pogni del 1949 :

Michele Cioni nella sua opera del 1903 riporta un altro passo della descrizione: